# Lijst van personages uit Grand Theft Auto IV
Dit is een lijst van personages uit Grand Theft Auto IV: Het elfde computerspel in de Grand Theft Auto-spellenreeks van Rockstar Games. Het spel werd uitgebracht op 29 april 2008. Het spel is ontwikkeld voor zowel de PlayStation 3 als de Xbox 360.
De onderstaande lijst geeft een overzicht van de hoofd- en bijpersonages die in het spel voorkomen.

## Hoofdpersonages

### Niko Bellic
Niko Bellic is de hoofdpersonage in het spel. Niko is opgegroeid in de tijd van de Bosnische Oorlogen en werd zelf soldaat als een tiener. Hij diende zowel als helikopter piloot als in de infanterie. Tijdens de oorlog was Niko getuige van wreedheden en deed hier zelf soms ook aan. Later heeft hij hier spijt van. Uiteindelijk wordt Niko's eenheid, die bestaat uit 15 mensen (veel daarvan zijn vrienden), in een hinderlaag gelokt en iedereen behalve drie werden gedood. De drie die het overleefden waren Darko Brevic, Florian Cravic en Niko zelf. Niko kwam tot de conclusie dat ofwel Florian ofwel Darko de groep eenheid verraden had en doet er alles aan om erachter te komen wie dit was en wraak te nemen.
Door de oorlog was het moeilijk om werk te vinden. Roman, de neef van Niko, was al naar Amerika vertrokken om daar een nieuw leven in Liberty City te beginnen. Niko besteedt vervolgens tien jaar in de criminele Europese onderwereld, wat uiteindelijk leidt tot een tien jaar durende opsluiting. Nadat hij is vrijgelaten, gaat hij werken in een mensenhandel organisatie geleid door Ray Bulgarin. Toen een boot, die bij een operatie betrokken was, in de Adriatische Zee, zwom Niko naar de kust, maar de rest was verloren. Bulgarin was ervan overtuigd dat Niko opzettelijk de boot had laten zinken en er met zijn geld vandoor was gegaan. Om aan de handen van Bulgarin te ontkomen, ging Niko de koopvaardij in.
Niko besteedt zeven maanden op het vrachtschip Platypus, dat uiteindelijk naar Liberty City vertrekt. Daar stopte Niko met zijn werk op het schip, deels om bij zijn neef te zijn, maar ook om Florian Cravic op te sporen, die na de oorlog naar Liberty City was verhuisd. Roman had veel opgeschept over zijn grote succes in Liberty City, maar in werkelijkheid had hij slechts een klein taxibedrijfje en een goedkoop appartement. Ook had hij zware schulden vanwege zijn gokverslaving. Niko helpt Roman dan met zijn taxibedrijfje en beschermt hem tegen de loan sharks.

### Johnny Klebitz
Niko Bellic komt twee keer in contact met Johnny Klebitz in de verhaallijn van het spel. De eerste ontmoeting vindt plaats op een feestje van Elizabeta Torres, een persoon waar Johnny contact mee heeft voor het regelen van interessante drugsdeals. Elizabeta heeft Johnny een koper gevonden voor zijn heroïne en vraagt Niko om een oogje in het zeil te houden bij de deal. Deze loopt echter op een fiasco uit. De koper maakt zich door zijn nerveuze gedrag bekend als een undercoveragent en Johnny neemt de benen. De tweede ontmoeting tussen Niko en Johnny is bij het verkopen van een zak diamanten aan de Joodse diamant dealer Isaac Roth in het Libertonian museum. Johnny werd normaal de helft van het geld beloofd als betaling van Ray Boccino, maar de deal wordt gedwarsboomd door de Ancelotti-familie. Johnny neemt dan maar het gehele koffertje met geld mee en zet het op een lopen. Dit levert problemen op voor de Pegorino-familie, die het geld van de deal aan hun leider Jimmy zouden schenken. Niko wordt eropuit gestuurd om de leden van The Lost een duidelijk boodschap te geven. Johnny overlijdt in het spel Grand Theft Auto V, waar hij door Trevor Philips wordt doodgetrapt nadat Johnny hem confronteert wegens seks hebben met Ashley.

### Luis Lopez
Luis Fernado Lopez is geboren in Algonquin, Liberty City. Hij groeide op samen met Willy Valerio, Armando Torres, Teddy Benavidez, Oscar Gomez, Alonso Gomez en Henrique Bardas. Ze werden leden van de Northwood Dominican Drug Dealers. Luis, Armando en Henrique verlieten de gang; Luis om partner van Gay Tony te worden en Armando en Henrique om hun eigen drugbusiness op te bouwen.
Luis werd uitsmijter bij de club van Anthony "Gay Tony" Prince, Maisonette 9. Tony werd ook een soort mentor en vriend van Luis, en Tony zegt later tegen Luis dat hij de enige was die hij vergeleek met een zoon.
Luis ging voor onbekende redenen naar de bank in Chinatown, maar was daar op het verkeerde moment. Niko Bellic, Patrick McReary, Derrick McReary en Michael Keane kwamen daar voor een bankoverval. Hij werd nog geprobeerd over te halen door Eugene Reaper, maar hij vond het geen goed idee om tegen hen te vechten. Eugene begon alleen te schieten en vermoordde zo Michael, maar werd meteen door Patrick en Derrick neergeschoten. Luis bleef liggen en kwam zo heelhuids ervan weg.
Luis vergezelde Anthony ook naar een diamantdeal met een onbekende diamantdealer, die de diamanten uit een onbekend land op de Platypus naar Liberty City smokkelde.* Anthony en zijn vriendje Evan Moss waren aan het discussiëren en namen de diamanten. De deal werd echter verstoord door The Lost Motorcycle Club, geleid door Johnny Klebitz. Anthony en Luis vluchtten weg en Luis vermoordde de Lost-leden die achter hen aan zaten. Evan vluchtte alleen met de diamanten, maar voor hem eindigde het niet zo goed en de diamanten werden gestolen door Johnny Klebitz.
De diamanten werden door Johnny naar Ray Boccino gebracht voor een diamantdeal met Isaac Roth. Niko en Johnny zouden voor hem de deal doen met Isaac. Toen zij beide in het Libertonian aankwamen, en Isaac's companion Mori Green naar de diamanten lieten kijken, werd hij vanuit een raam door Luis neergeschoten. Isaac, Johnny en Niko vluchtten weg en de diamanten werden waarschijnlijk meegenomen door Luis en kwamen weer terug in de handen van Anthony.
Anthony's vriendin Gracie werd ontvoerd door Niko Bellic in opdracht van Gerald McReary. Anthony maakte een deal met hen en zouden de diamanten ruilen voor Gracie. De deal vond plaats op Charge Island. Niko en Patrick lieten Gracie gaan, maar de diamanten werden al gelijk meegenomen door Rodislav Bulgarin, die zei dat de diamanten van hem waren.* Na een hevige schietpartij werden de diamanten alsnog door een van Rodislav's mannen naar beneden gegooid, en belandde in een vuilniswagen. De diamanten werden gevonden door een gelukkige man en waren voorgoed in zijn handen.

## Belangrijke bijpersonages

### Roman Bellic
Roman Bellic (ingesproken door Jason Zumwalt) is de neef van Niko Bellic. Hij is naar Liberty City geëmigreerd vanuit Oost-Europa. Via e-mail vertelt hij Niko hoe geweldig zijn leven in Amerika is, maar wanneer Niko ook naar Liberty City komt blijkt dat hij gelogen heeft om zijn falen te verbergen. Roman zit eigenlijk diep in de schulden bij criminelen die hij niet kan afbetalen met de opbrengst van zijn taxi-bedrijf. Niko besluit de angstige Roman te helpen door de criminelen op eigen wijze een lesje te leren. Hierna wordt Roman diverse keren bedreigd, wordt zijn taxibedrijf afgebrand en wordt hij zelfs ontvoerd in opdracht van de Russische maffia. De daadwerkelijke ontvoerders zijn echter Johnny Klebitz en zijn vriend Malc, die dit voor de Russische maffia doen na een bedreiging.
Wanneer Roman er later weer bovenop komt, doet hij een poging om met zijn vriendin Mallorie te trouwen. Hier slaagt hij in. Echter, op zijn trouwdag komt hij of Kate McReary om het leven. Dit is afhankelijk van de spelerskeuze, gedurende de verhaallijn van GTA IV.

### Little Jacob
Jacob Hughes, bijgenaamd Little Jacob is een kennis van Roman, waardoor ook Niko met hem in contact komt in de missie Jamaican Heat. Later moet Niko ook missies voor Little Jacob zelf doen, en na deze missies kan hij ook Drug Delivery missies voor hem doen. Ook wordt Jacob Niko's vriend en als zijn speciale vaardigheid geopend wordt zal hij Niko wapens aanbieden voor een vriendenprijsje.
In het spel is Little Jacob vaak moeilijk te verstaan ten gevolge van zijn cultuur en afkomst. De stem van Little Jacob is ingesproken door Coolie Ranx.

### Dimitri Rascalov
Dimitri Rascalov is geboren in Rusland en leerde daar Mikhail Faustin kennen. Zij werden ook snel vrienden en zagen elkaar als broers, en voor hun broederschap lieten ze later ook tatoeages op hun handen zetten. Zij vochten samen in de Koude Oorlog en zaten ook samen in de gevangenis. Na een tijdje creëerde Mikhail een maffiafamilie, de Faustin Family, en bracht die met hem mee naar Liberty City, waarin Dimitri een plaats recht onder Mikhail kreeg als zijn rechterhand. Na een tijdje raakte Mikhail aan de drugs en zijn humeur veranderde drastisch, en begon te schreeuwen tegen Dimitri en Mikhail's vrouw Ilyena. Dit leidde er ook toe dat Mikhail mensen liet vermoorden, vrijwel zonder reden, wat Dimitri gek maakte.
Mikhail en Dimitri kwamen erachter dat een lid van de Familie, Vladimir Glebov, was vermoord door Niko Bellic. Zij lieten Andrei Utraniyev Niko en zijn neef Roman naar Mikhail's kelder brengen om daar te ondervragen. Niko's uitspraken lieten Mikhail Andrei vermoorden, omdat hij "hem aankeek ofdat hij een stuk stront was". Op verzoek van Nico haalde ze de prop uit roman's mond en begon te schreeuwen als een gek daarom schoten ze hem in zijn buik. Niko moest daarna een busje opzoeken vol met tv's, die van Konstantin (Kenny) Petrovic bleek te zijn, leider van een andere Russische maffiafamilie.
Toen gaf Mikhail het bevel dat Dimitri en Niko naar Joseph Kaplan moesten gaan omdat Joseph pornografische films maakte met hulp van Mikhail, maar had Mikhail geen geld gegeven. Joseph's medewerker Brett werd in zijn been geschoten als waarschuwing. Daarna liet hij Niko naar een wapenwinkel in Schottler reiden en daar een wapen op Mikhail's naam kopen.
Mikhail kwam er toen achter dat er een rat in zijn organisatie was en verdacht Konstantin's zoon Leonid (Lenny).Hij stuurde Niko er al meteen op uit om Leonid te vermoorden. Dimitri waarschuwde Mikhail dat dit geen goed idee was en dat Konstantin veel machtiger was dan Mikhail. Mikhail veranderde zijn gedachte niet en Leonid werd vermoord.
De Faustin Family en Petrovic Family waren nu vijanden.
Mikhail gaf hier nauwelijks iets om en gaf Niko het bevel om een garage van de Petrovic Family op te blazen door een truck met explosieven in de garage te plaatsen.
Hierna stuurde Dimitri een sms'je naar Niko om naar hem toe te komen op de boulevard in Hove Beach. Dimitri vertelde aan Niko dat hij een deal met Konstantin had weten te regelen. Als Niko Mikhail zou vermoorden gingen ze allebei vrijuit en ze kregen er ook geld voor. Niko vermoorde Faustin, waarbij Dimitri leider werd van de Faustin Family, en Dimitri liet Niko weten dat hij het geld had en dat hij hem moest ontmoeten in een warenhuis in East Hook. Niko's vriend Little Jacob hoorde dat Niko in contact was met Dimitri en vertrouwde Dimitri niet en sprak af met Niko voor het warenhuis. Toen Niko naar binnen ging liet Dimitri zien dat hij niets met Niko te maken wilde hebben en dat hij nu vrienden was met Niko's vorige baas, Rodislav Bulgarin, die beweerde dat Niko hem geld schuldig was. Niko werd aangevallen door Dimitri's mannen, maar die bleken geen partij voor Niko en Jacob. Dimitri en Rodislav vluchtten. Dimitri liet daarna het huis van Roman en zijn taxibedrijf in de fik steken door twee mannen. Niko en Roman moesten vluchten naar Bohan.
Dimitri stuurde zijn mannen naar het huis van Ashley Butler, die Dimitri geld schuldig was. Ashley belde haar ex-vriendje Johnny Klebitz op om naar haar toe te komen, omdat de mannen iets vroegen wat zij niet kon doen. Het bleek dat Ashley heel erg in schuld was en dat zij die kon betalen door Roman te ontvoeren. Roman was makkelijk te traceren omdat hij in de club van een van Dimitri's contacten zijn geld weg gokte. Johnny en zijn vriend Malc ontvoerden Roman en brachten hem naar een warenhuis in Bohan. Roman's vriendin Mallorie vond het al vreemd dat hij niet thuis was gekomen en kwam erachter dat hij was ontvoerd. Zij vertelde dit aan Niko, die Roman uit het warenhuis wist te redden en hem weer thuis te brengen. Dimitri belde Niko op dat hij teleurgesteld was om zijn lichaam niet tussen de anderen te vinden. Roman kocht daarna een appartement in Algonquin om aan Dimitri te ontsnappen.
Niko en Roman bleken daarna onvindbaar voor Dimitri en focuste zich daarna op andere zaken. Hij belde Niko nog wel een keer op om te vragen of hij niet meer samen wilde werken met hem, wat Niko niet wilde. Na een lange tijd gingen Niko en Patrick McReary naar een deal met Anthony Prince om de gekidnapte Gracie Ancelotti te ruilen voor Anthony's diamanten. Voordat Niko en Patrick de diamanten konden oprapen werden deze afgepakt door een van Rodislav's mannen, en Rodislav beweerde dat de diamanten van hem waren. Na een shoot-out tussen Niko en Patrick en Rodislav's mannen had een van de mannen de diamanten nog vast. Hij zag in dat aan wie hij de diamanten ook gaf, hij sowieso dood was en gooide de diamanten vanaf een hoogte naar beneden, die op een cementwagen vielen. Dimitri belde Niko hierna weer op om te zeggen dat hij teleurgesteld was hem niet dood te vinden.
Dimitri bleek daarna met Pegorino Family Don James Pegorino samen te werken, die ook met Niko samenwerkte. James vertelde Niko dat hij naar een deal met Dimitri moest gaan, maar Niko wilde dit in eerst instantie niet en moest hier nog over denken. Niko had de keuze de deal te doen of Dimitri te vermoorden.
Als Niko de deal had gedaan zou hij erachter komen dat hij het geld nog moest stelen van een groep mensen samen met Niko's vriend en James's rechterhand Phil Bell, die Dimitri ook niet vertrouwde. Na dit te hebben gedaan, zou Roman gaan trouwen. Wanneer Niko aan het einde zou staan, kwam Sergei, lid van de Faustin Family naar hem toe om hem te vermoorden voor Dimitri. Hij zou echter misschieten en Roman raken. Niko zou daarna Dimitri en James opzoeken in een oud casino in Noord-Alderney. Wanneer Niko in het warenhuis zou komen zou hij Dimitri James zien doodschieten en horen zeggen dat hij "de overwinning niet wilde delen". Niko volgde Dimitri daarna naar Hapiness Island, waar Dimitri zou sterven voor het Statue of Hapiness.
Als Niko niet de deal zou doen en Dimitri op zou zoeken, zou hij naar de Platypus gaan, de boot waar hij mee in Liberty City kwam. De boot zou vol zitten met Dimitri's mannen en Niko moest zich een weg naar boven werken, waar hij een hendel overhaalde om onder in de boot te kunnen komen. Daar zou Dimitri uiteindelijk werden vermoord door Niko.

### Ray Boccino
Raymond "Ray" Boccino is een lid van de Pegorino Family. Zijn voice actor is Joe Barbara. Boccino is vaak aanwezig in Drusilla's, een Italiaans restaurant in Little Italy, Algonquin. Hij ontmoette Niko Bellic via Packie McReary. Ray stelde Niko voor aan Talbot Daniels, die Niko weer kon vertellen waar Florian Cravic zich bevond.
Boccino wordt uiteindelijk vermoord door Niko in opdracht van Jimmy Pegorino, die zei dat hij Ray niet meer kon vertrouwen.

### Phil Bell
Phil Bell is een 40-jarige zakenman die met name voor de Pegorino-familie werkt. Phil doet zich vanaf het begin voor als een legitieme zakenman die in naam van de Pegorino's, Honkers stripclub runt. Hij moet zich aan dit imago vast weten te houden, gezien de autoriteiten onder andere zijn kantoor met afluisterapparatuur heeft voorzien. Wanneer Niko Bellic Phil voor een opdracht bezoekt, maak je dan ook vaak mee dat hij tijdens een gesprek uitkijkt met zijn woorden. Ook doet hij af en toe het volume van de radio omhoog of neemt andere voorzorgsmaatregelen om onder de radar van de LCPD te blijven. Dit lukt hem ondanks zijn strafblad dan ook aardig, gezien de activiteiten waar hij aan deelneemt. Phil is veroordeeld voor doodslag, afpersing, autodiefstal en gokactiviteiten.
Phil is een uitstekend zakenman, die zijn plek en contacten kent in de onderwereld van Liberty City. In tegenstelling tot Pegorino's capo Ray Boccino neemt hij zijn tijd om plannen door te denken en gooit hij zijn charmes in de strijd om iemands respect te winnen, al weet hij ook leiding te nemen. Jimmy Pegorino, leider van de Pegorino-familie, vindt dit aspect prettig van Phil en geeft hem een hoog plekje binnen zijn zakenpartners. Maar al te graag zou Jimmy hem dieper in de familie willen betrekken als Capo bijvoorbeeld. Helaas kan dit niet gebeuren, gezien Phil Iers bloed in zich heeft. Als Jimmy een plekje binnen The Commission zou willen, zouden velen hem hier op afrekenen. Phil koestert een ruzie met Capo Ray Boccino. Ray, die bij Jimmy graag in een goed daglicht wil staan, ziet niets in Phil die hogerop lijkt te komen. Phil, die de familie respecteert ziet niets in de wijze waarop Ray zaken afhandelt. Ook voor Jimmy en Niko's neus gaan deze ruzies door waarna Jimmy op een gegeven moment een keuze moet maken, het kan zo niet langer doorgaan. Hij besluit Ray te liquideren gezien hij voornamelijk voor zichzelf werkt en niet veel voor de familie over lijkt te hebben. Het feit dat hij Phil boven zijn eigen capo kiest, zegt veel over zijn respect voor Phil.
Hoewel het allemaal zo simpel lijkt, is er een stukje niet duidelijk in de verhouding tussen de twee. Voor Ray's dood, waarschuwde Ray dat Phil een affaire zou hebben met Pegorino's vrouw, Angie Pegorino. Pegorino wou hier niets van weten en verklaarde het als nonsens. Echter, gedurende de verhaallijn lijkt de verhouding wellicht te kunnen bestaan. Bell, die woedend is op zijn ex-vrouw heeft momenteel geen partner. Zijn kinderen zijn eveneens door zijn vrouw afgenomen. Ook Angie is niet al te blij met haar man en wil liever niets van zijn vieze zaakjes weten. Bewijs voor deze relatie is echter niet in GTA IV te vinden. Ook wanneer Jimmy Pegorino later door Niko vermoord word, horen of zien we verder niets meer van deze affaire.
Phil heeft tevens een jongere neef met de naam Frankie Gallo (niet te verwarren met de Frankie uit GTA Vice City Stories) die af en toe klusjes voor hem opknapt.

### Brucie Kibbutz
Bruce "Brucie" Kibbutz fitnisst veel en gebruikt ook steroïden. Door het spel heen wordt hij goede vrienden met Niko Bellic.
Brucie heeft een garage op East Hook, Broker en heeft ook een website, Brucie's Executive Lifestyle genaamd. Behalve dat Brucie behoorlijk rijk is heeft hij ook een passie voor sportwagens. Brucie introduceert Niko ook aan het illegaal straatracen en geeft hem ook opdrachten om verschillende auto's voor hem te stelen. De voice actor van Brucie is Timothy Adams.

### Packie McReary
Patrick 'Packie' McReary is de jongste van de McReary broers en lid van de Ierse maffia. Zijn broer Gerald McReary is de leider van de gang. De gang was eens de sterkste gang van heel Liberty City, maar is nu niets meer dan een paar gangsters. Gerald moest ook naar de gevangenis toe vanwege de al de misdaden die hij pleegde. Patrick werkt voor de Pegorino Family (met name Ray Boccino), de gang waar de Ierse maffia het meeste mee optrekt, en hij werkt een beetje bij bij het Torres Cartel. Zijn oudste broer Derrick is naar Ierland gevlucht. Elizabeta vraagt Patrick om een drugsdeal voor haar te doen, alleen vertrouwt ze de contactpersonen niet zo. Ze vraagt daarom aan Niko Bellic of dat hij de deal wil overzien. Patrick is erg blij met wat Niko deed, en daarom belt hij hem na een tijdje op met het bericht dat hij wat werk voor hem heeft. Patrick en Niko gaan samen in opdracht van Ray de Triads overvallen en stelen hun drugs. Daarna gaan zij samen met Michael Keane en Gordon Sargent de Ancelotti Family overvallen op Colony Island. Wanneer Patrick weer thuis is, krijgt hij het bericht dat Gerald en Derrick weer terug zijn. Samen met Michael en Derrick beroven Niko en Patrick de bank in Chinatown. Het loopt alleen niet goed af voor Michael, die wordt doodgeschoten. Patrick helpt Niko daarna nog mee met een klusje wat Niko doet voor Derrick, namelijk de kidnapping van Aiden O'Malley. Patrick geeft Niko ook instructies voor de kidnapping van Grace Ancelotti. Samen gaan zij met haar naar de ruil voor de diamanten van Anthony Prince, die samen is met Luis Fernando Lopez. Het tweetal wordt gestoord door Rodislav Bulgarin's mannen. Patrick en Niko vechten hun weg naar de diamanten De diamanten gaan echter verloren, en Patrick is erg teleurgesteld.

### Kate McReary
Kate is de zus van Patrick McReary. In de derde trailer zien we haar een kus geven aan Niko. Tijdens je bezoeken aan Packie kom je haar geregeld tegen. Niko blijkt haar leuk te vinden en zij Niko insgelijks, maar Packie wil hier niks van weten. Echter blijkt liefde niet tegen te houden. Packie geeft Niko het telefoonnummer van zijn zus om haar af en toe eens mee uit te vragen, zodat ze haar zinnen kan verzetten. Vanaf dat moment kun je met Kate McReary daten.
Als je kiest voor wraak op het einde zal op de bruiloft Kate vermoord worden.

### Francis McReary
Francis McReary is een corrupte agent, die op de hoogte is van de misdaden die Niko heeft gepleegd. In de missies die je voor hem moet doen, moet je meestal een persoon elimineren die bewijzen tegen Francis heeft. In de missie blood brothers vraagt hij aan Niko of hij zijn broer Derrik Mcreary wil vermoorden. Je moet kiezen of je Derrik vermoord of Francis als je Francis vermoord krijg je er niks voor alleen geld maar het is wel korter rijden naar de begraafplaats van Francis want dan word je achtervolgd. als je Derrik vermoord kan je Francis bellen om als de politie achter je aan zit die dan weg te halen maar het is wel langer rijden naar de begraafplaats.

### Derrick McReary
Derrick McReary is de oudste broer van Gerald, Francis, Patrick en Kate. Toen hij jong was werd hij partners met Bucky Sligo en Aiden O'Malley. Deze partnerschap duurde niet lang, aangezien Derrick een angsthaas was en bij een schijntje gevaar verraadde hij Bucky en Aiden. Derrick was overtuigt dat hij dit niet had gedaan.
Derrick vluchtte naar Ierland en verspilde daar een aantal jaar van zijn leven.
Hij kwam na een tijdje weer terug naar zijn geboorteplaats Liberty City. Zijn broer Patrick was hier van plan een bankoverval te plegen. Derrick ging met Patrick, Niko Bellic en Michael Keane naar de Bank of Liberty en pleegden daar succesvol een bankoverval, alhoewel Michael dit niet overleefde.
Derrick kwam aan de drank en drugs en begon de hele dag rond the hangen in een parkje in Alderney. Patrick was bezorgt om hem, en vroeg of Niko hem kon helpen.
Toen Niko bij Derrick aankwam, stuurde Derrick Niko eropuit om Bucky te gaan vermoorden. Nadat Niko dit had gedaan, voelde Derrick zich al iets veiliger en beter, en ging samen met Niko de zoon van een Koreaans contact van Derrick. Toen deze en zijn boot Liberty City binnen waren gekomen, ging Derrick weer in het park rondhangen. Derrick vroeg Niko nog om een laatste gunst, en dat was om Aiden O'Malley te vermoorden. Toen Patrick en Niko de transportbus waarin Aiden zat hadden gestolen en Aiden hadden vermoord, voelde Derrick zich weer vrij van zijn verleden.
Francis kwam erachter dat Derrick in de stad was. Francis stuurde een sms'je naar Niko om hem in Castle Gerdens te ontmoetten. Toen Niko en Francis samen waren, vertelde Francis dat hij bijna de commissaris van de politie was en een schijtluis als Derrick niet als broer kon hebben. Francis vroeg Niko om Derrick te vermoorden terwijl hij een ontmoeting met hem nad in een parkje in Algonquin. Derrick vroeg Niko ook om Francis te vermoorden, omdat hij vermoedde dat Francis hem wilde vermoorden. Niko had hier de keuze om Francis of Derrick te vermoorden.

### Dwayne Forge
Dwayne Forge (1973 – 2008; of het betreffende personage overlijdt is afhankelijk van het spelverloop) staat bekend als een gevreesde en invloedrijke Afro-Amerikaanse bendelid van de oude garde.
In een van de hoofdstukken in het spel vertelt Dwayne Niko ooit als een jongen van politiewerk gedroomd te hebben, maar dit niet hebben kunnen realiseren door het beleid van de lokale politie (LCPD) in '70 en '80, die het aannemen van Afro-Amerikanen zo veel mogelijk ontmoedigde. Hij had ook moeite met lezen en schrijven door een leermoeilijkheid. Zijn vader was een kleine maar gewelddadige crimineel die omkwam bij een poging om dealers te rippen, zijn dood echter liet Dwayne volledig koud.
Dwayne kwam erachter dat in de drugswereld veel geld te verdienen was en dat hij een zekere talent had om mensen te intimideren. Het ontplooien van verdere activiteiten in de drugshandel legde hem - financieel gezien - geen windeieren.
In 1999 werd Dwayne gearressteerd op beschuldiging van handel in crack en moet een gevangenisstraf van bijna tien jaar uitzitten. In loop van het GTA IV-spel, tijdens de missie "Deconstruction for Beginners" komt hij vrij. Hij zoekt daarop direct zijn vroegere protegé, Trey "Playboy X" Stewart, een eveneens zwarte bendelid, maar merkt dat de verstandsverhouding in de tussentijd veranderd is. Zo heeft Playboy X de club en bijbehorende criminele activiteiten als het ware overgenomen en gespecialiseerd in onroerend goed. Om Dwayne te ondersteunen bij zijn "terugkeer" huurt Playboy X Niko Bellic in. Desondanks raakt Dwayne verbitterd doordat zijn oude roem vergeten lijkt te zijn door zijn club en sociale omgeving. Zijn vriendin heeft hem verraden, hij heeft zijn club en zijn status verloren en daarbij sluit Playboy hem buiten bij met name "gangzaken".
In de missie "The Holland Play" vraagt Playboy aan Niko om Dwayne te vermoorden, maar ook Dwayne contacteert Niko en geeft Niko de opdracht om Playboy te vermoorden. In deze missie heb je als speler vrije keuze. Wanneer je Dwayne vermoord wil Playboy je nooit meer zien, maar krijg je wel een aanzienlijk bedrag. Wanneer je Playboy echter vermoord, krijg je zijn loft en wordt Dwayne je vriend.
Wanneer Dwayne je voor minstens 75% graag mag, kan je hem altijd via de telefoon bereiken, en zal hij wanneer je er behoefte aan hebt 2 leden van de 'gang' jouw richting insturen om je te helpen
Zijn stem werd ingesproken door Devin Richards.

### Playboy X
Trey Stewart, bijgenaamd Playboy X is een player die in een luxe penthouse in Algonquin woont. Via Elizabeta komt Niko met hem in contact, waarna Niko verschillende klusjes voor hem doet, onder andere het vermoorden van enkele vakbondsleiders op een bouwwerf. Hij is ook degene van wie Niko een nieuwe mobiel met camera krijgt. Met deze mobiel moet hij een foto maken van een persoon die Playboy voor schut heeft gezet en hem vervolgens na aanduiding van Playboy vermoorden.
Playboy was vroeger een "leerling" van Dwayne Forge, maar na diens vrijlating uit de gevangenis wil Playboy niets meer met hem te maken hebben. Daarom stuurt hij Niko naar Dwayne om hem met enkele zaken te helpen. Wanneer Niko en Dwayne echter samen een stripclub overnemen dat van Playboy blijkt te zijn, kan hij hieruit opmaken dat Dwayne niet weet hoe de zaken tegenwoordig verlopen. Hij vraagt Niko om Dwayne te vermoorden tegen een aanzienlijk bedrag. Dwayne echter vraagt Niko om Playboy te vermoorden, omdat hij dingen zou verzwijgen, en niet meer naar hem zou opkijken. Als speler heb je in de missie The Holland Play de vrije keuze wie je vermoord. Wanneer je Dwayne vermoord wil Playboy je nooit meer zien, maar wanneer je Playboy echter vermoord, krijg je zijn loft en wordt Dwayne je vriend.
De stem van Playboy X is ingesproken door Postell Pringle.

### Michelle/Karen
Michelle is de eerste vriendin van Niko. Je krijgt haar als de vriendin van Mallorie in de missie Three's a Crowd te zien. Beiden geven elkaars telefoonnummer en spreken daarna voor een eerste keer af. De activiteit: bowlen. Na deze ontmoeting is het mogelijk om via je mobiele telefoon een afspraakje met Michelle te regelen.
Later in het spel, wanneer Niko voor Elizabeta werkt komt Michelle plotseling tevoorschijn, dit tijdens de missie The Snow Storm. Ze vertelt Niko dat ze niet Michelle, maar Karen heet en dat ze voor de regering werkt, meer bepaald U.L. Paper. Na deze onthulling kan je niet langer met haar daten, en na de missie Wrong is Right komt ze ook niet meer in het spel voor.

### U.L. Paper
United Liberty Paper is een door Niko gegeven bijnaam voor deze onbekende persoon. Hij werkt voor de overheidsinstelling waaraan hij zijn bijnaam dankt, maar dat ontkent iets te maken te hebben met de FIB of de NOOSE. Niko leert deze persoon door zijn oud vriendin Michelle kennen. U.L. Paper draagt Niko in ruil voor zijn vrijheid enkele opdrachten op. Deze hebben vooral te maken met het uitschakelen van enkele grote criminelen uit de stad. Opdrachten waar de staat dus beter van wordt. U.L. Paper is bevriend met de Gambetti-familie leider Jon Gravelli. Met behulp van beiden kan Niko wraak nemen op Darko Brevic, die ze vanuit Boekarest, Roemenië laten overvliegen.

### Bernie Crane/Florian Cravic
Samen met Niko en Darko Brevic heeft Florian Cravic de hinderlaag overleefd waarin hun squadron werd gelokt. Niko is op zoek naar Darko en Florian, om erachter te komen wie hen verraden heeft. Hij weet dat Florian naar Liberty City verhuisd is. Dit is dan ook een van de redenen dat Niko naar Liberty City is gekomen. Via Ray Boccino komt Niko achter Florians verblijfplaats en zoekt hem samen met Roman op. Daar aangekomen blijkt echter dat Florian zijn hele levensstijl heeft omgegooid, en ook zijn naam veranderd heeft.
Al snel blijkt dat Bernie Crane, zoals hij tegenwoordig heet, niets met de hinderlaag te maken had. Ook heeft hij een relatie met Bryce Dawkins, de burgemeester van Liberty City. Hieruit blijkt dat hij homoseksueel is geworden. Hij wordt hierdoor bedreigd door iemand wanneer hij 's ochtends aan het joggen is in het park. Niko helpt Bernie door zijn belager achterna te gaan en hem te doden. Dan wordt Bryce gechanteerd vanwege zijn relatie met Bernie en het feit dat Bryce daarnaast nog gewoon getrouwd is met zijn vrouw. Het blijken mannen van Dimitri Rascalov te zijn. Niko gaat ook achter hen aan, en schakelt ze uit. Als laatste missie wil Bernie een pleziertochtje met je maken met Dawkin's speedboot. Hij weet Niko zover te krijgen dat hij meegaat, alleen gaat er iets mis. Ze ontmoeten enkele Russen, wederom mannen van Dimitri, die op de boot beginnen te schieten. Niko gaat ze achterna en schakelt ze uit. Bernie belt Niko hierna nog een keer om hem te bedanken. Hij wil je een cadeautje geven voor de enorme hulp die je hebt gegeven. Hij heeft het van Bryce gekregen, maar doet er zelf niets mee. Daarom wil hij het aan jou geven. Hij vertelt je waar je het kunt ophalen en hangt op. Wanneer Niko er gaat kijken vindt hij een splinternieuwe rood-oranje Bryce's Infernus.